# 中野久木

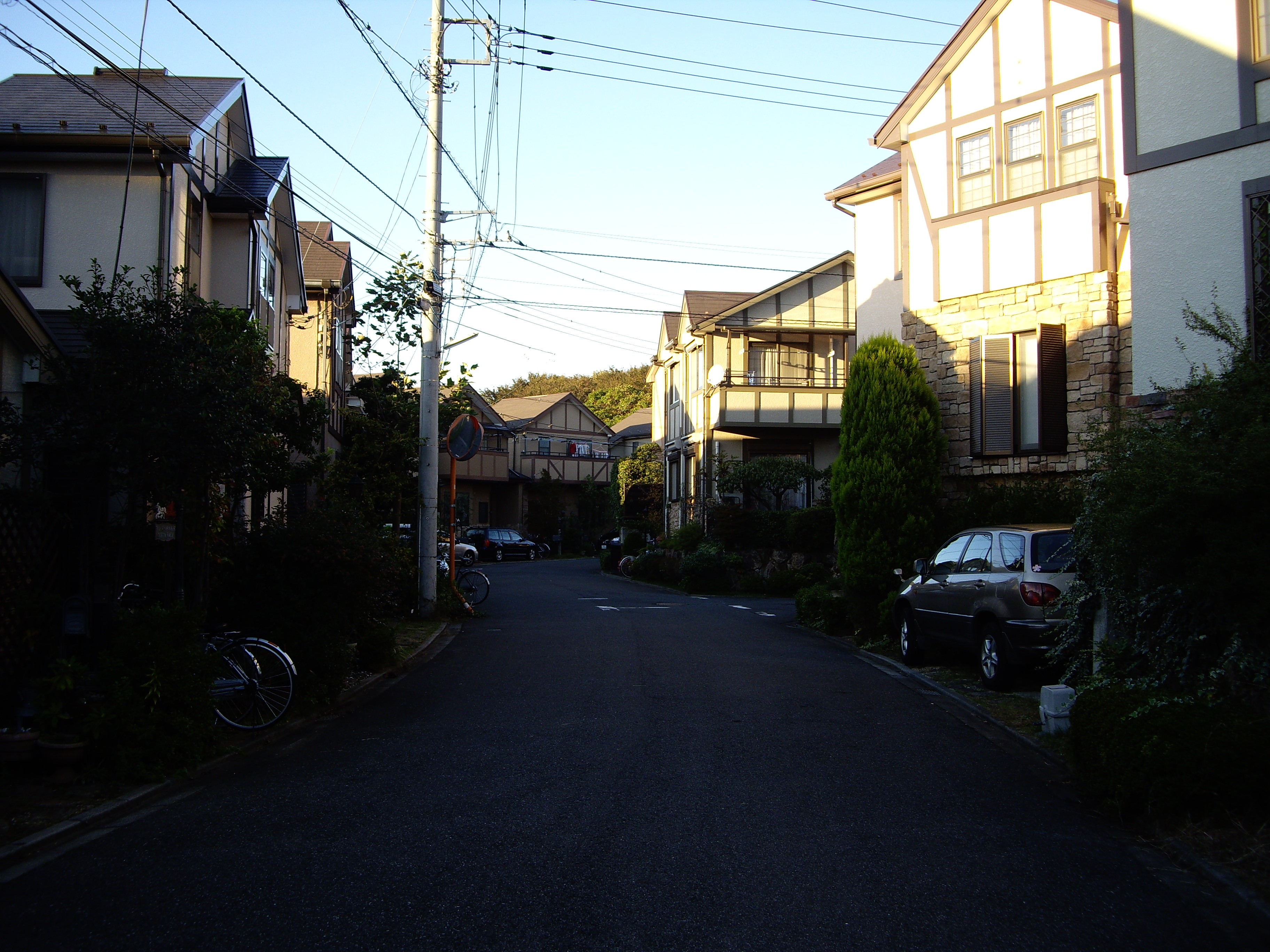
あさぎが丘（中野久木）

中野久木（なかのくき）は、千葉県流山市にある地名。郵便番号は270-0116。

## 地理
流山市の北部に位置する。地域内には東急不動産によって開発された住宅地｢東急あさぎが丘｣があり、あさぎが丘では東急江戸川台地区計画により130m2未満の敷地への建築や土地利用などについての協定が定められている。また、地域内に市立新川小学校、市立北部中学校、県立流山北高等学校がある。
東は江戸川台西、西は吉川市平方新田・吉屋、南は北・富士見台、北は平方・美原と接している。

## 歴史

### 沿革
- 1868年（慶応4年）
  - 6月26日-9月3日（旧暦5月7日-7月17日） - 下総野鎮撫府の管轄となる。
  - 9月23日（旧暦8月8日） - 府藩県三治制により、下総知事県の管轄となる。
- 1869年（明治2年）2月23日（旧暦1月13日） - 下総知事県に代わり、本格的な行政組織として葛飾県を設置、葛飾県葛飾郡中野久木村となる。
- 1871年（明治4年）12月25日（旧暦11月14日） - 廃藩置県後の県の統合により、葛飾県が生実県、古河県、佐倉県、関宿県、曾我野県、結城県と合併し、印旛県を設置。印旛県葛飾郡中野久木村となる。
- 1873年（明治6年） - 県の統合および、郡の分割により千葉県東葛飾郡中野久木村となる。
- 1889年（明治22年） - 東葛飾郡大畔村、小屋村、下花輪村、北村、桐ケ谷村、谷村、上貝塚村、上新宿村、上新宿新田、平方村、平方村新田、平方原新田、南村、深井新田、東深井村、西深井村と合併し、東葛飾郡新川村大字中野久木となる。新川村役場が373番地（後の中野久木保育所）に置かれる[4]。
- 1951年（昭和26年）4月1日 - 流山町、八木村と合併し、東葛飾郡江戸川町大字中野久木となる。
- 1952年（昭和27年）1月1日 - 江戸川町が流山町に改称。東葛飾郡流山町大字中野久木となる。
- 1967年（昭和42年）1月1日 - 市制施行により、流山市大字中野久木となる。

## 世帯数と人口
2017年（平成29年）11月1日現在の世帯数と人口は以下の通りである。
| 大字     | 世帯数  | 人口    |
| -------- | ------- | ------- |
| 中野久木 | 492世帯 | 1,244人 |

## 小・中学校の学区
市立小・中学校に通う場合、学区は以下の通りとなる。
| 番地 | 小学校             | 中学校             |
| ---- | ------------------ | ------------------ |
| 全域 | 流山市立新川小学校 | 流山市立北部中学校 |

## 施設
- 流山市立新川小学校
- 流山市立北部中学校
- 千葉県立流山北高等学校
- しまむら 江戸川台店